# Alexander Wladimirowitsch Degtjarjow
Alexander Wladimirowitsch Degtjarjow (russisch Александр Владимирович Дегтярёв; * 26. März 1955 in Tolmatschewo) ist ein ehemaliger sowjetischer Kanute aus Russland.

## Karriere
Alexander Degtjarjow gehörte bei den Olympischen Spielen 1976 in Montreal zum sowjetischen Aufgebot im Vierer-Kajak, dessen Besetzung außerdem aus Wolodymyr Morosow, Sergei Tschuchrai und Jurij Filatow bestand. Nach Rang zwei im Vorlauf und einem Sieg im Halbfinale stand die Mannschaft im olympischen Endlauf, den sie für sich entschied und somit als Olympiasieger die Goldmedaille gewann. In 3:08,69 Minuten setzten sie sich um 26 Hundertstelsekunden gegen Spanien durch, Dritter wurde das DDR-Team mit einem Rückstand von 2,1 Sekunden.
Bereits 1974 belegte er in Mexiko-Stadt mit der Mannschaft bei den Weltmeisterschaften den zweiten Platz.